# هيروكو ساتو
هيروكو ساتو (بالكانا:さとう　ひろこ) هي ممثلة يابانية، ولدت في 17 فبراير 1985 بفوكوشيما في اليابان.

## وصلات خارجية
- هيروكو ساتو على موقع IMDb (الإنجليزية)
- هيروكو ساتو على موقع ميوزك برينز (الإنجليزية)
- هيروكو ساتو على موقع قاعدة بيانات الفيلم (الإنجليزية)